# 圣洛伦索德拉帕里利亚
圣洛伦索德拉帕里利亚，是西班牙卡斯蒂利亚-拉曼恰昆卡省的一个市镇。总面积60平方公里，总人口1361人（2001年），人口密度23人/平方公里。